# Dyminucja
Dyminucja - technika imitacyjna polegająca na skróceniu każdej wartości rytmicznej o połowę, efektem czego jest przebieg melodyczny dwa razy krótszy czasowo od wersji pierwotnej. Cała nuta zamieniana jest na półnutę, ósemka na szesnastkę itd. 
Dyminucja była szeroko wykorzystywana w polifonii barokowej i przekształceniach wariacyjnych. Techniką odwrotną jest augmentacja.